# Lycée Voltaire
O Lycée Voltaire é um estabelecimento público parisiense de educação geral e tecnológica localizado no 11.º arrondissement de Paris.
A escola deve seu nome ao escritor e filósofo Voltaire. Dirigido pelo arquiteto Eugène Train, foi inaugurado em 13 de julho de 1891 pelo presidente Sadi Carnot e foi por muito tempo a única escola secundária no nordeste de Paris. Na abertura, a escola é um estabelecimento reservado para meninos antes de se tornar gradualmente mista a partir de 1973.
Na segunda metade do século XIX, a probidade dos professores era monitorada. No entanto, não podendo regular o seu lazer de forma tão estrita como a dos estudantes, as autoridades, querendo impedi-los de frequentar os cabarés, criaram salas de jogos e de leitura em várias escolas secundárias para o seu recreio, como o Janson-de-Sailly de 1893.

## Alunos famosos
- Fernand Braudel, um historiador francês
- Jean Mermoz, um piloto da companhia francesa

## Ligação externa
- Página oficial